# Kungliga Tekniska högskolan
Kungliga Tekniska högskolan (forkortet KTH) er et teknisk universitet beliggende i Sveriges hovedstad, Stockholm. Det er Sveriges største og ældste tekniske universitet, og det er desuden blandt de største i Skandinavien.
Universitetet blev grundlagt som Teknologiska institutet i 1827, men har haft sit nuværende navn siden 1877. KTH har 13.500 studerende. 
Det består af ni fakulteter med en række institutter under sig. Hovedcampus er beliggende i Östermalm, mens andre dele er placeret andre steder i Stockholms län; i Flemingsberg, Haninge, Kista og Södertälje. Blandt de største uddannelser på Kungliga Tekniska högskolan er civilingeniør-uddannelsen.